# Palo Alto, California
Palo Alto (/ˌpæloʊ ˈæltoʊ/ PAL-oh AL-toh; tiếng Tây Ban Nha: [ˈpalo ˈalto]; từ palo, nghĩa là "cây gậy", thông tục "cây", và alto "cao"; nghĩa là: "cây cao") là một thành phố điều lệ nằm ở góc tây bắc của Hạt Santa Clara, California, thuộc Khu Vịnh San Francisco của Hoa Kỳ
Palo Alto được thành lập bởi Leland Stanford Sr. khi ông thành lập trường Đại học Stanford, sau cái chết của con trai, Leland Stanford Jr. Thành phố bao gồm các phần của Đại học Stanford và là trụ sở chính của một số công ty công nghệ cao, bao gồm Hewlett-Packard (HP), Hệ thống không gian / Loral, VMware, Tesla Motors, Trung tâm nghiên cứu và đổi mới Ford, PARC, IDEO, Skype, Palantir Technologies và Houzz. Nó cũng đã từng là cái nôi cho một số khác Công nghệ cao các công ty Google, Facebook, Logitech, Intuit, Pinterest và PayPal
Palo Alto chia sẻ biên giới với East Palo Alto, Mountain View, Los Altos, Đồi Los Altos, Stanford, Thung lũng Portola và Công viên Menlo. Nó được đặt tên theo một cây gỗ đỏ gọi là El Palo Alto